# Zebra (medicina)
Zebra é a gíria médica americana para um diagnóstico médico surpreendente, muitas vezes exótico, especialmente quando uma explicação mais comum é mais provável. É uma abreviação do aforismo cunhado no final da década de 1940 por Theodore Woodward, professor da Faculdade de Medicina da Universidade de Maryland, que instruiu os seus internos médicos: "Quando ouvirem cascos atrás de vocês, não esperem ver uma zebra."  (Frase alternativa: quando ouvir cascos, pense em cavalos, não em zebras. Como as zebras são muito mais raras do que cavalos nos Estados Unidos, o som de cascos quase certamente seria de um cavalo.) Em 1960, o aforismo era amplamente conhecido nos círculos médicos.   O ditado é um aviso contra a falácia estatística da taxa-base, onde a probabilidade de algo como uma doença entre a população não é levada em consideração para um indivíduo.
Os novatos na medicina estão predispostos a fazer diagnósticos raros devido a (a) a heurística da disponibilidade ("eventos mais facilmente lembrados são considerados mais prováveis") e (b) o fenómeno enunciado pela primeira vez em Rhetorica ad Herennium ( c. 85 BC ), “o impressionante e o novo permanecem mais tempo na mente”. Assim, o aforismo é um importante alerta contra estes vieses ao ensinar estudantes de medicina a ponderar as evidências médicas.
No entanto, os diagnosticadores notaram que os diagnósticos do tipo "zebra" devem ser mantidos em mente até que as evidências os descartem conclusivamente:
Ao diagnosticar a causa de uma doença num caso individual, os cálculos de probabilidade não têm qualquer significado. A questão pertinente é se a doença está presente ou não. O facto de ser rara ou comum não altera as probabilidades num único doente. [...] Se o diagnóstico puder ser feito com base em critérios específicos, então estes critérios são ou não cumpridos.— A. McGehee Harvey, James Bordley II, Jeremiah Barondess
Uma gíria comparável para um diagnóstico obscuro e raro na medicina é fascinoma.

## Exemplos
Lesões cutâneas necróticas nos Estados Unidos são frequentemente diagnosticadas como loxoscelismo (picadas de aranhas reclusas), mesmo em áreas onde espécies de Loxosceles são raras ou inexistentes. Isto é preocupante, pois tais diagnósticos incorretos podem atrasar o diagnóstico e o tratamento corretos.

## Uso
A síndrome de Ehlers-Danlos é considerada uma condição rara e OS seus portadores são conhecidos como zebras médicas. A zebra foi adotada em todo o mundo como mascote da SED para unir a comunidade de pacientes e aumentar a consciencialização.

## Outros aforismos médicos
- Lei de Sutton – realizar primeiro o teste diagnóstico que se espera ser mais útil
- Navalha de Occam – selecione entre hipóteses concorrentes aquela que faz menos suposições novas
- Lei de Leonard sobre descobertas físicas – é óbvio ou não existe
- Máxima de Hickam – "Os pacientes podem ter quantas doenças quiserem"